# Луций Корнелий Мерула (консул 193 пр.н.е.)
Вижте пояснителната страница за други личности с името Луций Корнелий Мерула.
Луций Корнелий Мерула (на латински: Lucius Cornelius Merula) e политик на късната Римска република.
През 198 пр.н.е. той е градски претор и потушава робски бунт. През 193 пр.н.е. е избран за консул заедно с Квинт Минуций Терм. Той побеждава при Мутина келтските боии , но сенатът не го награждава с триумф.